# Flag Day
|  | Dieser Artikel wurde aufgrund von inhaltlichen Mängeln auf der Qualitätssicherungsseite des Projektes USA eingetragen. Hilf mit, die Qualität dieses Artikels auf ein akzeptables Niveau zu bringen, und beteilige dich an der Diskussion! Folgende Mängel sollten behoben werden, bevor diese Markierung entfernt werden kann: Fehlende Einzelbelege. Überarbeitung erwünscht. --Bohème (Diskussion) 23:28, 19. Jul. 2019 (CEST) |

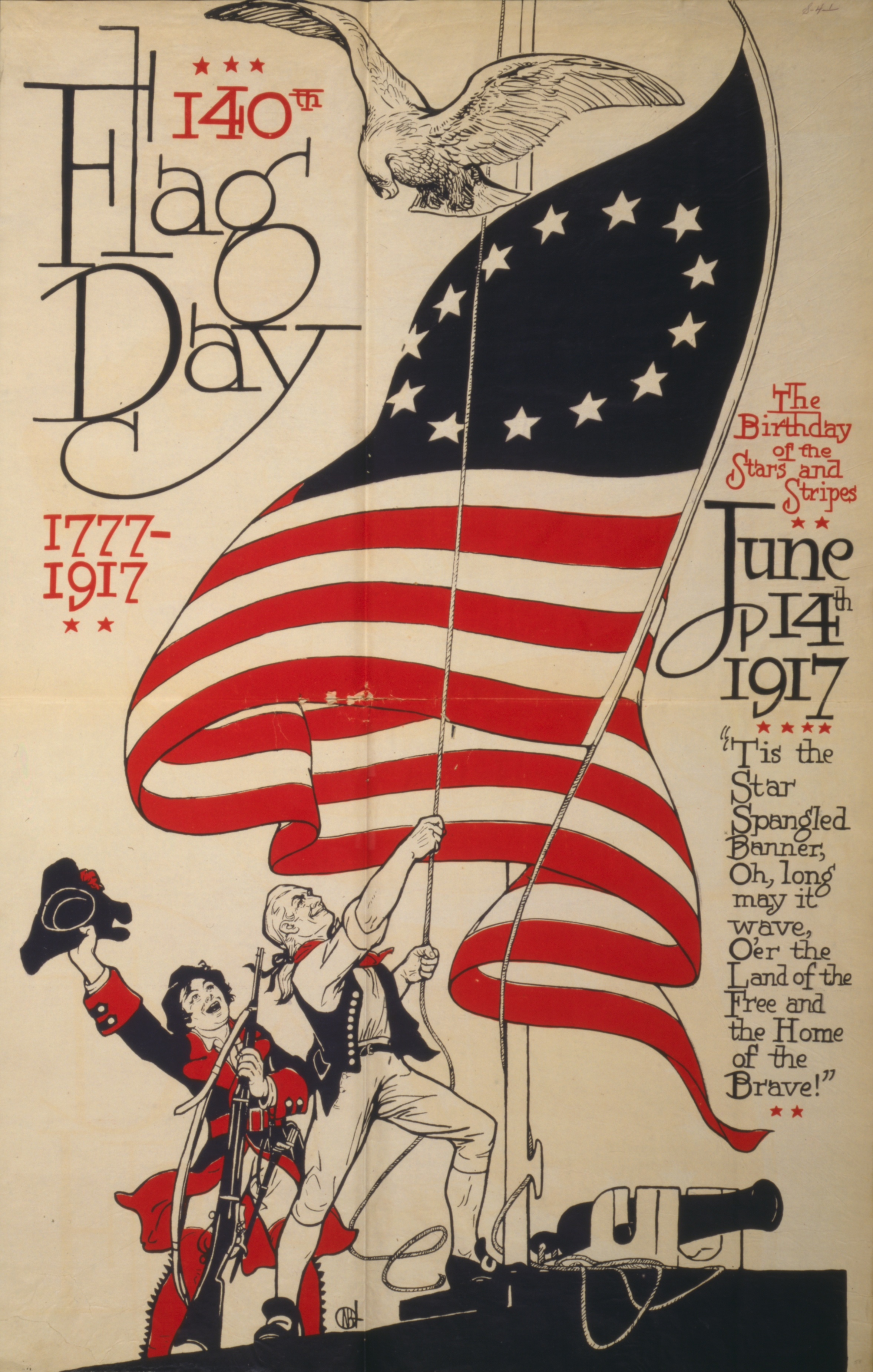
Poster: Der 140. Flag Day 1917

Der Flag Day („Flaggentag“) ist ein US-amerikanischer Gedenktag. Er findet am 14. Juni statt und soll an die Einführung der offiziellen amerikanischen Flagge erinnern. Der Flag Day ist kein bundesweiter gesetzlicher Feiertag.

## Feierlichkeiten
Am Flag Day wird die US-amerikanische Flagge geehrt. Vielerorts wird daher die Flagge gehisst. Gelegentlich werden auch Straßen und Gebäude in den Nationalfarben ausgeschmückt oder Gedenkreden gehalten.
Wie weit die Feierlichkeiten in das öffentliche Leben eingreifen, ist regional stark unterschiedlich. In Pennsylvania und Amerikanisch-Samoa ist der Flag Day ein gesetzlicher Feiertag, der jedoch in Amerikanisch-Samoa am 17. Juni begangen wird. Für Pennsylvania hat der Tag eine besondere Bedeutung, da die erste US-Flagge angeblich aus Philadelphia, Pennsylvania stammt.

## Geschichte
Am 14. Juni 1777 erklärte der Kontinentalkongress die der Legende nach von Betsy Ross genähte Fahne zur offiziellen Flagge der Vereinigten Staaten, also der dreizehn aufständischen Kolonien im Amerikanischen Unabhängigkeitskrieg.
Der Flag Day konnte sich im Schatten des Nationalfeiertages (Independence Day) am 4. Juli und des Memorial Day am letzten Montag im Mai nie richtig durchsetzen. Feiern zu Ehren der amerikanischen Flagge fanden bis 1877, wenn überhaupt, nur in unregelmäßigen Abständen statt. Am 14. Juni 1877 wurde dann die Flagge anlässlich ihres hundertsten Geburtstages auf jedem öffentlichen Gebäude gehisst.
Der erste offizielle Flag Day wurde 1893 in Philadelphia gefeiert. In New York wurde der 14. Juni 1897 zum Flag Day bestimmt. Erst Präsident Woodrow Wilson (1913–1921) erklärte den 14. Juni im Jahr 1916 offiziell zum Flag Day.
Im August 1949 wurde der 14. Juni durch ein Bundesgesetz als National Flag Day etabliert. Seitdem ruft jeder Präsident jedes Jahr erneut den Flag Day aus und ermutigt die Amerikaner dazu, vor ihren Häusern und Geschäften die amerikanische Flagge zu hissen.

## Belege
1. ↑  Barron's Educational Series, Inc.: German-English pocket dictionary = Taschenwörterbuch Deutsch-Englisch. Happauge, New York : Barron's Education Series, 2015., ISBN 978-1-4380-0608-6.
2. ↑  The Truth About Betsy Ross : The Colonial Williamsburg Official History & Citizenship Site. 3. August 2018, archiviert vom Original am 3. August 2018; abgerufen am 4. Juli 2023.  Info: Der Archivlink wurde automatisch eingesetzt und noch nicht geprüft. Bitte prüfe Original- und Archivlink gemäß Anleitung und entferne dann diesen Hinweis.
3. ↑  Williams, Earl P. Jr.: "Did Fracis Hopkinson Design Two Flags?" NAVA News, Oktober 2012, abgerufen am 4. Juli 2023 (englisch).
4. ↑  Woodrow Wilson: "Proclamation 1335 – Flag Day," May 30, 1916. Online by Gerhard Peters and John T. Woolley, The American Presidency Project.
5. ↑  USFlag.org: A website dedicated to the Flag of the United States of America - The History Of Flag Day. Abgerufen am 4. November 2021.